# Weekly925
『Weekly925』（ウィークリーきゅーにーご）は、2003年4月から2008年3月28日までKBS京都テレビで放送されていた報道番組である。

## 概要
番組は、キャスターの背後にお天気カメラからの京都の映像（三条京阪と京都タワーの夜景）を映しつつ、京都府内で起こった1週間の出来事を振り返っていた。主なコーナーは特集、週末の予定、府内企業のトップを招いての対談などで、後に話題の人物を招いて対談する「今週のキーパーソン」のコーナーも設けた。
2008年春の改編で経済ニュース専門の『京biz』と統合され、『京bizW』と題してリニューアルした。

## 放送時間
- 金曜 21:25 - 21:55 （2003年4月 - 2004年3月）
- 金曜 21:25 - 21:50 （2004年4月 - 2008年3月28日） - 京都府の広報ミニ番組『府政ほっと情報』（21:50 - 21:55）の放送開始に伴い、放送枠が5分縮小。

## タイムテーブル
- 9:25 オープニング（今週一週間のニュース）
- 9:28 今週のキーパーソン（ゲストとの対談）
- 9:43 今日のニュース、週末の天気予報、修学旅行だより
- 9:47 エンディング（京都府内のニュースと話題の映像、テロップに週末の予定を表示）

## キャスター
- 堀川節子 - 放送期間中に降板。
- 竹内弘一
- ほか、代役のKBS京都のアナウンサーや記者が出演することもあった。

| KBS京都テレビ 夜のワイドニュース            | KBS京都テレビ 夜のワイドニュース        | KBS京都テレビ 夜のワイドニュース        |
| 前番組                                      | 番組名                                  | 次番組                                  |
| ------------------------------------------- | --------------------------------------- | --------------------------------------- |
| ニュースきっちん （2001年10月 - 2003年3月） | Weekly925 （2003年4月 - 2008年3月28日） | 京bizW （2008年4月4日 - 2011年3月26日） |